# Franz Anton Egetmeyer
Franz Anton Egetmeyer (* 1760 in Bretten bei Karlsruhe; † 1818 in Pensa/Russland) war ein deutscher Schneider in Russland, der wegen Aufnahme von Kriegsgefangenen aus Baden literarisch verewigt wurde.

## Leben
Egetmeyer gelangte in seinen Wanderjahren von Bretten über Nürnberg und Petersburg bis nach Pensa in Russland und ließ sich dort erfolgreich nieder. Während Napoleons Russlandfeldzug 1812 nahm er 1812 sechzehn Kriegsgefangene aus Baden auf, die im Heer Napoleons gekämpft hatten und in Russland gefangen worden waren. Er erreichte, dass sie ihm vom Militär übergeben wurden, und pflegte, versorgte und unterstützte sie ungewöhnlich selbstlos bis zu ihrer Rückkehrmöglichkeit. 
Johann Peter Hebel (1760–1826) setzte ihm in seiner Kalendergeschichte Der Schneider in Pensa 1815 ein Denkmal. Hebel hatte die Geschichte von zurückgekehrten Betroffenen erfahren; auf deren Antrag verlieh der Großherzog Karl Friedrich von Baden Egetmeyer im Jahr 1814 die badische große goldene Verdienstmedaille.
Anschließend erschien im Morgenblatt für gebildete Stände Nr. 133 vom 3. Juni 1816 ein ausführlich würdigender Bericht über die Ereignisse in Pensa.
Eine Straße in Bretten trägt heute seinen Namen.